# Akteon (syn Melissosa)
Akteon – w mitologii greckiej młodzieniec z Koryntu, będący obiektem uczuć na wpół legendarnego Archiasa (VII wiek p.n.e.), arystokraty korynckiego, członka sprawującego wówczas w tym mieście władzę tyrańską rodu Bakchiadów. Tragiczna śmierć Akteona według przekazów miała przyczynić się do ustanowienia igrzysk istmijskich oraz upadku rodu Bakchiadów.

## Akteon i Archias
Według mitu rozpustny arystokrata Archias zakochał się w młodziutkim Akteonie i postanowił zdobyć chłopaka za wszelką cenę. Jednakże ojciec Akteona, Melissos chcąc uchronić syna przed Archiasem, powodowany honorem i etosem swojego stanu nie dopuścił, by stał się on kochankiem pozbawionego zasad, nierespektującego obyczajów i pozbawionego kultury arystokraty. Wówczas Archiasz na czele pijanych kompanów wtargnął do domu Melissosa chcąc uprowadzić i posiąść chłopca siłą, co stanowiło ostateczne, najcięższe pogwałcenie wszelkich norm i zasad obowiązujących w greckim społeczeństwie. Wywiązała się wówczas bójka pomiędzy towarzyszami Archiasa a rodziną Akteona i domownikami. Opowieść podaje, iż chłopiec ciągnięty z jednej strony przez rodzinę, a z drugiej przez napastników został rozerwany na strzępy. Po tym straszliwym wydarzeniu Melissos udał się do Istmu na Przesmyku Korynckim, gdzie w tamtejszej świątyni Posejdona rzucił przekleństwo na ród Bakchiadów, po czym popełnił samobójstwo rzucając się do morza. Na pamiątkę jego czynu miano ustanowić igrzyska istmijskie.

## Interpretacja
Mit o śmierci Akteona przytaczają w swoich dziełach Plutarch i Diodor Sycylijski. Interpretują oni tę opowieść jako przerażający przekaz o skutkach nieprzestrzegania zasad moralnych i łamaniu norm obyczajowych jakie pochodzą od bogów i których przestrzeganie gwarantuje właściwe funkcjonowanie społeczeństwa, w tym przypadku zasad gościnności, nienaruszalności miru domowego i norm seksualnych wymagających przyzwolenia partnera. Religioznawcy dostrzegają w tym micie również echa rytuału ofiarnego sparagmos dokonywanego podczas misteriów dionizyjskich, polegającego na rozerwaniu żywcem zwierzęcia przeznaczonego na ofiarę (zwykle niewielkich zwierząt, choć przekazy wspominają również o bykach), uważanego przez Greków za obrzęd pierwotny i barbarzyński. Zwraca się również uwagę na zbieżność imienia Akteona z imieniem herosa Akteona, według mitu beockiego rozszarpanego przez własne psy myśliwskie.